# آرانیوش‌آپاتی
آرانیوش‌آپاتی (به مجاری: Aranyosapáti) یک منطقهٔ مسکونی در مجارستان است که در سابولچ-ساتمار-برگ واقع شده‌است. آرانیوش‌آپاتی ۲۱٫۳۶ کیلومتر مربع مساحت و ۲٬۰۴۷ نفر جمعیت دارد.